# Estación de Cabeza del Buey
Cabeza del Buey es una estación ferroviaria situada en el municipio español de Cabeza del Buey en la provincia de Badajoz, comunidad autónoma de Extremadura. Dispone de servicios de Media Distancia operados por Renfe.

## Situación ferroviaria
La estación se encuentra en el punto kilométrico 325,3 de la línea férrea de ancho ibérico Ciudad Real-Badajoz,  a 509,37 metros de altitud, entre las estaciones de Guadálmez-Los Pedroches y Almorchón. El tramo es de via única y está sin electrificar.

## Historia
La estación fue inaugurada el 29 de noviembre de 1865 con la apertura del tramo Veredas-Almorchón de la línea que buscaba unir Ciudad Real con Badajoz. La Compañía de los Caminos de Hierro de Ciudad Real a Badajoz fue la impulsora de la línea y su gestora hasta el 8 de abril de 1880, fecha en la cual fue absorbida por MZA. En 1941, la nacionalización del ferrocarril en España supuso la desaparición de MZA y su integración en la recién creada RENFE. 
Desde el 31 de diciembre de 2004 Renfe Operadora explota la línea mientras que Adif es la titular de las instalaciones ferroviarias.

## La estación
Está situada a las afueras del núcleo urbano. Su edificio para viajeros es de reciente construcción sustituyendo al inicialmente construido. Cuenta con tres vías, y dos andenes laterales, dejando a la via principal entre las de desvío y sin acceso a andén, por lo que los trenes de pasajeros con parada han de entrar a via desviada. El antiguo andén central que la atendía fue eliminado por no cumplir la normativa.
El cambio de uno a otro andén se puede hacer a nivel o usando un paso a nivel anexo.
En 2022, el Gobierno autorizó la supresión del bloqueo telefónico entre la estación de Brazatortas-Veredas y la de Villanueva de la Serena, tramo al que pertenece la estación.

## Servicios ferroviarios

### Media Distancia
Los trenes de Media Distancia operados por Renfe tienen como principales destinos las ciudades de Alcázar de San Juan, Ciudad Real, Puertollano, Mérida y Badajoz.
| Línea MD | Trenes          | Origen/Destino                              |  | Destino/Origen |
| -------- | --------------- | ------------------------------------------- |  | -------------- |
|          | Regional Exprés | Puertollano                                 |  | Mérida Badajoz |
|          | Regional Exprés | Cabeza del Buey                             |  | Mérida Badajoz |
|          | MD              | Alcázar de San Juan Ciudad Real Puertollano |  | Mérida Badajoz |